# Joanna Żywiec
Joanna Mirosława Żywiec – polska lekarka, specjalistka w zakresie chorób wewnętrznych, nefrologii, dr hab. nauk medycznych, kierownik Zakładu Farmakologii Klinicznej w ramach Katedry Chorób Wewnętrznych, Diabetologii i Nefrologii oraz od 2019 roku prodziekan Wydziału Nauk Medycznych w Zabrzu Śląskiego Uniwersytetu Medycznego. 

## Życiorys
W 1997 roku uzyskała specjalizację II stopnia z chorób wewnętrznych, a w 2006 roku z nefrologii.
26 czerwca 1997 obroniła pracę doktorską Gospodarka wapniowo-fosforanowa u chorych z dobrze wyrównaną i niepowikłaną cukrzycą typu I i II, 22 maja 2014 uzyskała habilitację. 
Pracownik Katedry Chorób Wewnętrznych, Diabetologii i Nefrologii Wydziału Nauk Medycznych w Zabrzu Śląskiego Uniwersytetu Medycznego, w ramach której kieruje Zakładem Farmakologii Klinicznej. W kadencji 2020-2024 prodziekan Wydziału Nauk Medycznych w Zabrzu i członek Senatu uczelni.
Została odznaczona Srebrnym Krzyżem Zasługi (2023).